# Auguste Schneider
Auguste Schneider, francoski general, * 1880, † 1955.